# Ural Great
Ural Great je košarkaški klub iz Perma, Rusija.
Klub je značajnim u ruskom prvenstvu postao koncem 1990-ih.

## Povijest
Ural Great-a je utemeljio Sergej Kuščenko.
Prvakom je postao 2000/01. kada je postignuta pobjeda nad CSKA-om iz Moskve u poluzavršnici razigravanja s 2:0 te u završnici protiv UNICS-a iz Kazana s 3:0, postavši tako najistočniji ruski košarkaški prvak, razbivši monopol moskovskih klub(ov)a.
U sezoni 2001/02. je postao prvakom kada je u razigravanju postignuta pobjeda nad Spartakom iz Petrograda s 2:0 u četvrtzavršnici, nad Avtodorom iz Saratova s 2:0 te u završnici razigravanja 3:1 protiv UNICS-a iz Kazana.
U sezoni 2003/04. osvojen je ruski kup. Tada je Ural Great bio domaćinom završnog natjecanja. Na turniru zadnje četvorice, pobijedili su UNICS-a iz Kazana i CSKA iz Moskve.
U posljašnjem razdoblju, klub je upao u krizu, rezultatsku i novčarsku; dugovi su bili u razini svih klupskih prihoda.

## Klupski uspjesi
Prvak Ruske Federacije:

2000/01., 2001/02. 

Doprvak Ruske Federacije:
- 2003.

Ruski kup:
2003/04.

## Poznati igrači i treneri

### Treneri
- Sergej Belov
- Valdemaras Chomičius
- Dražen Anzulović

### Igrači
- Igor Kurašov, centar ruske reprezentacije koja je na SP 1998. osvojila srebrno odličje
- Tomas Pacesas, organizator igre litvanske reprezentacije koja je na OI u Atlanti 1996. osvojila brončano odličje
- Roy Tarpley
- Aleksandr Bašminov, rus. reprezentativac na OI u Sidneyu 2000.
- Sergej Čikalkin,rus. reprezentativac na OI u Sidneyu 2000.
- Mihail Mihajlov
- Sergej Panov
- Rytis Vaisvila, lit.reprezentativac
- Vasilij Karašev
- Rusla Avlejev
- Panajotis Liadelis, grč.reprezentativac
- Valerij Daineko, bjeloruski reprezentativac
- Nikolaj Hrjapa
- Krzystof Lavrinovič
- Zahar Pašutin

## Zanimljivosti
Ural Great ima najbrojnije gledalište u Ruskoj Federaciji, a posjećenost njegovih utakmica je velika i u europskim mjerilima. 
Prosjek broja posjetitelja po utakmici je redovnih 7,5 tisuća!
Ural Great je do dana današnjeg, 03. siječnja 2006., najsjeveroistočniji klub u Europi koji je postao državnim prvakom. 